# ギュスターヴクライ
ギュスターヴクライ（欧字名:Gustave Cry、2008年3月21日 - ）は、日本の競走馬。主な勝ち鞍に2012年の阪神大賞典。
馬名の由来は、フランスの画家であるギュスターヴ・モロー＋父の名前の一部。

## 経歴
- 特記事項なき場合、本節の出典はJBISサーチ[4]

### 競走馬時代
2010年11月14日、京都競馬場での2歳新馬戦でデビューし、6着。2歳時は3戦して未勝利に終わったが、年明けて3歳となった2011年1月の未勝利戦で初勝利を挙げた。東上して東京競馬場の500万下条件戦も勝って2連勝とするが、弥生賞6着、青葉賞も4着に終わって春のクラシックには顔を出さなかった。5月の白百合ステークス3着のあと1000万下条件で3戦連続3着、11月の八瀬特別で2着としたあと12月中山競馬場の1000万下条件戦を勝って3勝目を挙げ、4歳となった2012年の初戦である早春ステークスも制してオープンクラスに上がる。続くダイヤモンドステークスでケイアイドウソジンの2着とし、3月の阪神大賞典は前年の三冠馬オルフェーヴルが3コーナーの手前で一時逸走しかけたところを尻目に抜け出し、直線で盛り返してきたオルフェーヴルを半馬身差下して、「大金星」とも表現される重賞初勝利をおさめた。その後は天皇賞（春）5着、秋初戦の京都大賞典3着、アルゼンチン共和国杯6着と勝てず、アルゼンチン共和国杯のレース中に右前浅屈腱不全断裂を発症して競走能力喪失の診断が下ったことにより、11月8日付で競走馬登録を抹消された。

### 引退後
引退後は滋賀県東近江市の忍者ホースクラブで乗馬となり、乗馬としての供用のほか、休養中の競走馬に対する調教パートナーも務めている。忍者ホースクラブが法人化してVigorous Stableと改名後も、引き続き繋養されている。2022年5月より、同牧場で引退名馬繋養展示事業の対象馬となった。

## 競走成績
以下の内容は、JBISサーチおよびnetkeiba.comに基づく。
| 競走日     | 競馬場 | 競走名               | 格   | 距離（馬場）  | 頭 数 | 枠 番 | 馬 番 | オッズ （人気） | 着順 | タイム （上り3F） | 着差 | 騎手            | 斤量 [kg] | 1着馬（2着馬）       |
| ---------- | ------ | -------------------- | ---- | ------------- | ----- | ----- | ----- | --------------- | ---- | ----------------- | ---- | --------------- | --------- | -------------------- |
| 2010.11.14 | 京都   | 2歳新馬              |      | 芝2000m（良） | 9     | 1     | 1     | 09.2（5人）     | 06着 | 2:05.0 (35.2)     | -0.5 | 蛯名正義        | 55        | プルスウルトラ       |
| 0000.12.04 | 阪神   | 2歳未勝利            |      | 芝1800m（良） | 18    | 8     | 18    | 15.2（5人）     | 10着 | 1:48.7 (35.1)     | -0.9 | 武豊            | 55        | ゴットマスタング     |
| 0000.12.26 | 阪神   | 2歳未勝利            |      | 芝2000m（良） | 16    | 3     | 6     | 15.7（4人）     | 06着 | 2:04.7 (35.0)     | -0.7 | 村田一誠        | 55        | カピオラニパレス     |
| 2011.01.22 | 京都   | 3歳未勝利            |      | 芝2200m（良） | 16    | 3     | 5     | 13.2（6人）     | 01着 | 2:16.4 (34.6)     | -0.3 | U. リスポリ     | 56        | （ラルゴ）           |
| 0000.02.05 | 東京   | 3歳500万下           |      | 芝2400m（良） | 14    | 6     | 11    | 06.5（3人）     | 01着 | 2:27.6 (34.6)     | -0.2 | 内田博幸        | 56        | （アルマフローラ）   |
| 0000.03.06 | 中山   | 弥生賞               | GII  | 芝2000m（良） | 11    | 8     | 10    | 29.3（8人）     | 06着 | 2:01.1 (34.2)     | -0.1 | 内田博幸        | 56        | サダムパテック       |
| 0000.04.30 | 東京   | 青葉賞               | GII  | 芝2400m（良） | 18    | 7     | 13    | 06.6（3人）     | 04着 | 2:29.1 (33.9)     | -0.3 | 内田博幸        | 56        | ウインバリアシオン   |
| 0000.05.28 | 京都   | 白百合S              | OP   | 芝1800m（不） | 10    | 7     | 7     | 05.1（3人）     | 03着 | 1:50.4 (34.9)     | -0.1 | 蛯名正義        | 56        | マイネルラクリマ     |
| 0000.09.03 | 新潟   | 弥彦特別             | 1000 | 芝2000m（良） | 15    | 2     | 2     | 03.0（2人）     | 03着 | 1:59.1 (33.5)     | -0.1 | 蛯名正義        | 55        | シンボリアニマート   |
| 0000.10.02 | 阪神   | 兵庫特別             | 1000 | 芝2400m（良） | 14    | 4     | 6     | 01.8（1人）     | 03着 | 2:28.6 (34.3)     | -0.1 | N. ピンナ       | 55        | ダノンマックイン     |
| 0000.10.30 | 京都   | 高雄特別             | 1000 | 芝2400m（良） | 14    | 2     | 2     | 01.9（1人）     | 03着 | 2:26.9 (34.0)     | -0.1 | 浜中俊          | 55        | イグアス             |
| 0000.11.19 | 京都   | 八瀬特別             | 1000 | 芝2400m（不） | 11    | 2     | 2     | 01.9（1人）     | 02着 | 2:30.6 (37.6)     | -0.0 | M. デムーロ     | 55        | タニノエポレット     |
| 0000.12.04 | 中山   | 3歳上1000万下        |      | 芝2500m（稍） | 13    | 6     | 8     | 02.6（1人）     | 01着 | 2:34.0 (35.0)     | -0.9 | C. ウィリアムズ | 55        | （ミッションモード） |
| 2012.02.05 | 東京   | 早春S                | 1600 | 芝2400m（良） | 14    | 2     | 2     | 02.8（1人）     | 01着 | 2:26.7 (34.2)     | -0.1 | 蛯名正義        | 56        | （ダコール）         |
| 0000.02.18 | 東京   | ダイヤモンドS        | GIII | 芝3400m（良） | 16    | 8     | 16    | 03.7（1人）     | 02着 | 3:36.9 (34.4)     | -0.1 | 蛯名正義        | 55        | ケイアイドウソジン   |
| 0000.03.18 | 阪神   | 阪神大賞典           | GII  | 芝3000m（稍） | 12    | 1     | 1     | 13.4（3人）     | 01着 | 3:11.8 (37.1)     | -0.1 | 福永祐一        | 55        | （オルフェーヴル）   |
| 0000.04.29 | 京都   | 天皇賞（春）         | GI   | 芝3200m（良） | 18    | 4     | 8     | 15.5（4人）     | 05着 | 3:15.1 (34.4)     | -1.3 | 蛯名正義        | 58        | ビートブラック       |
| 0000.010.8 | 京都   | 京都大賞典           | GII  | 芝2400m（良） | 13    | 4     | 6     | 03.0（2人）     | 03着 | 2:23.5 (35.3)     | -0.1 | 岩田康誠        | 57        | メイショウカンパク   |
| 0000.011.4 | 東京   | アルゼンチン共和国杯 | GII  | 芝2500m（良） | 15    | 5     | 9     | 03.1（1人）     | 06着 | 2:30.8 (34.7)     | -0.9 | 蛯名正義        | 58        | ルルーシュ           |

## 血統表
| ギュスターヴクライの血統          | ギュスターヴクライの血統                                  | ギュスターヴクライの血統                                  | （血統表の出典）                                          | （血統表の出典） |
| 父系                              | サンデーサイレンス系/ヘイロー系                           | サンデーサイレンス系/ヘイロー系                           | サンデーサイレンス系/ヘイロー系                           | [ § 2 ]          |
| 父 ハーツクライ 2001 鹿毛         | 父の父*サンデーサイレンス Sunday Silence 1986 青鹿毛      | Halo                                                      | Hail to Reason                                            | Hail to Reason   |
| 父 ハーツクライ 2001 鹿毛         | 父の父*サンデーサイレンス Sunday Silence 1986 青鹿毛      | Halo                                                      | Cosmah                                                    |                  |
| 父 ハーツクライ 2001 鹿毛         | 父の父*サンデーサイレンス Sunday Silence 1986 青鹿毛      | Wishing Well                                              | Understanding                                             | Understanding    |
| 父 ハーツクライ 2001 鹿毛         | 父の父*サンデーサイレンス Sunday Silence 1986 青鹿毛      | Wishing Well                                              | Mountain Flower                                           |                  |
| 父 ハーツクライ 2001 鹿毛         | 父の母アイリッシュダンス 1990 鹿毛                        | *トニービン                                               | *カンパラ                                                 | *カンパラ        |
| 父 ハーツクライ 2001 鹿毛         | 父の母アイリッシュダンス 1990 鹿毛                        | *トニービン                                               | Severn Bridge                                             |                  |
| 父 ハーツクライ 2001 鹿毛         | 父の母アイリッシュダンス 1990 鹿毛                        | *ビューパーダンス                                         | Lyphard                                                   | Lyphard          |
| 父 ハーツクライ 2001 鹿毛         | 父の母アイリッシュダンス 1990 鹿毛                        | *ビューパーダンス                                         | My Bupers                                                 |                  |
| 母 * ファビラスラフイン 1993 芦毛 | 母の父Fabulous Dancer 1976 鹿毛                           | Northern Dancer                                           | Nearctic                                                  | Nearctic         |
| 母 * ファビラスラフイン 1993 芦毛 | 母の父Fabulous Dancer 1976 鹿毛                           | Northern Dancer                                           | Natalma                                                   |                  |
| 母 * ファビラスラフイン 1993 芦毛 | 母の父Fabulous Dancer 1976 鹿毛                           | Last of the Line                                          | The Axe                                                   | The Axe          |
| 母 * ファビラスラフイン 1993 芦毛 | 母の父Fabulous Dancer 1976 鹿毛                           | Last of the Line                                          | Bryonia                                                   |                  |
| 母 * ファビラスラフイン 1993 芦毛 | 母の母Mercalle 1986 芦毛                                  | Kaldoun                                                   | Caro                                                      | Caro             |
| 母 * ファビラスラフイン 1993 芦毛 | 母の母Mercalle 1986 芦毛                                  | Kaldoun                                                   | Katana                                                    |                  |
| 母 * ファビラスラフイン 1993 芦毛 | 母の母Mercalle 1986 芦毛                                  | Eole des Mers                                             | Carvin                                                    | Carvin           |
| 母 * ファビラスラフイン 1993 芦毛 | 母の母Mercalle 1986 芦毛                                  | Eole des Mers                                             | Deesse des Mers                                           |                  |
| 母系(F-No.)                       | ファビラスラフイン(FR)系(FN:3-e)                          | ファビラスラフイン(FR)系(FN:3-e)                          | ファビラスラフイン(FR)系(FN:3-e)                          | [ § 3 ]          |
| 5代内の近親交配                   | Northern Dancer 5 × 3 = 15.63％、Almahmoud 5 × 5 = 6.25％ | Northern Dancer 5 × 3 = 15.63％、Almahmoud 5 × 5 = 6.25％ | Northern Dancer 5 × 3 = 15.63％、Almahmoud 5 × 5 = 6.25％ | [ § 4 ]          |
| 出典                              | 1. 2. 3. 4.                                               | 1. 2. 3. 4.                                               | 1. 2. 3. 4.                                               | 1. 2. 3. 4.      |

母ファビラスラフインは1996年の秋華賞優勝馬。